# Karlsruher Sport-Club Mühlburg-Phönix 1984-1985
Questa voce raccoglie le informazioni riguardanti il Karlsruher Sport-Club Mühlburg-Phönix nelle competizioni ufficiali della stagione 1984-1985.

## Stagione
Nella stagione 1984-1985 il Karlsruhe, allenato da Werner Olk e Lothar Buchmann, concluse il campionato di Bundesliga al 17º posto. In Coppa di Germania il Karlsruhe fu eliminato al secondo turno dall'Eintracht Haiger.

## Rosa
| N. |                     | Ruolo | Calciatore         |
| -- | ------------------- | ----- | ------------------ |
|    | Germania (bandiera) | P     | Bernd Fuhr         |
|    | Germania (bandiera) | P     | Rudolf Kargus      |
|    | Germania (bandiera) | P     | Georg Reiser       |
|    | Germania (bandiera) | D     | Edmund Becker      |
|    | Germania (bandiera) | D     | Wolfgang Becker    |
|    | Germania (bandiera) | D     | Hans-Jürgen Boysen |
|    | Germania (bandiera) | D     | Stephan Groß       |
|    | Germania (bandiera) | D     | Michael Hertwig    |
|    | Germania (bandiera) | D     | Werner Pfitzner    |
|    | Germania (bandiera) | D     | Dietmar Roth       |
|    | Germania (bandiera) | D     | Klaus Theiss       |
|    | Germania (bandiera) | D     | Helmut Zahn        |

| N. |                     | Ruolo | Calciatore       |
| -- | ------------------- | ----- | ---------------- |
|    | Germania (bandiera) | C     | Uwe Dittus       |
|    | Germania (bandiera) | C     | Michael Harforth |
|    | Germania (bandiera) | C     | Andreas Keim     |
|    | Serbia (bandiera)   | C     | Borisa Mitrović  |
|    | Romania (bandiera)  | C     | Dumitru Nadu     |
|    | Turchia (bandiera)  | C     | Telat Üzüm       |
|    | Germania (bandiera) | C     | Günter Walz      |
|    | Germania (bandiera) | A     | Uwe Bühler       |
|    | Germania (bandiera) | A     | Achim Glückler   |
|    | Germania (bandiera) | A     | Emanuel Günther  |
|    | Germania (bandiera) | A     | Michael Künast   |
|    | Germania (bandiera) | A     | Joachim Löw      |

## Organigramma societario
Area tecnica
- Allenatore: Lothar Buchmann
- Allenatore in seconda:
- Preparatore dei portieri:
- Preparatori atletici:

## Calciomercato

### Sessione estiva
| Acquisti | Acquisti       | Acquisti  | Acquisti |
| R.       | Nome           | da        | Modalità |
| -------- | -------------- | --------- | -------- |
| A        | Achim Glückler | Stoccarda |          |
| A        | Joachim Löw    | Friburgo  |          |

| Cessioni | Cessioni           | Cessioni          | Cessioni |
| R.       | Nome               | a                 | Modalità |
| -------- | ------------------ | ----------------- | -------- |
| A        | Gerd Dais          | Homburg           |          |
| D        | Gerhard Kleppinger | Schalke 04        |          |
| C        | Wolfgang Schüler   | Borussia Dortmund |          |

### Sessione invernale
| Acquisti | Acquisti        | Acquisti      | Acquisti |
| R.       | Nome            | da            | Modalità |
| -------- | --------------- | ------------- | -------- |
| D        | Michael Hertwig | Bayern Monaco |          |
| P        | Rudolf Kargus   | Norimberga    |          |

| Cessioni | Cessioni | Cessioni | Cessioni |
| R.       | Nome     | a        | Modalità |
| -------- | -------- | -------- | -------- |

## Risultati

### Bundesliga

#### Girone di andata
| Arbitro: | Risse |

|                           |           |                       |
| Keim 35’ Günther 70’, 74’ | Marcatori | 66’ Sebert 75’ Walter |

| Arbitro: | Matheis |

|                          |           |                     |
| Holmqvist 36’ Thiele 52’ | Marcatori | 4’ Günther 86’ Keim |

| Arbitro: | Wahmann |

|                              |           |                         |
| Günther 85’ Kraaz 88’ (aut.) | Marcatori | 74’ Müller 79’ Svensson |

| Arbitro: | Wiesel |

|                               |           |          |
| Thon 36’ Opitz 47’ Täuber 77’ | Marcatori | 89’ Keim |

| Arbitro: | Assenmacher |

|          |           |            |
| Keim 12’ | Marcatori | 79’ McGhee |

| Arbitro: | Zimmermann |

|                               |           |                                |
| Bruns 55’ Rahn 58’ Criens 66’ | Marcatori | 39’ Becker 49’ Günther 64’ Löw |

| Arbitro: | Umbach |

|            |           |             |
| Künast 56’ | Marcatori | 20’ Fischer |

| Arbitro: | Horeis |

|                                                   |           |            |
| Röber 16’, 67’ Winklhofer 64’ Schreier 84’ (rig.) | Marcatori | 28’ Becker |

| Arbitro: | Theobald |

|  |           |                     |
|  | Marcatori | 47’ Günther 67’ Löw |

| Karlsruhe 26 ottobre 1984, ore 20:00 CET 10ª giornata | Karlsruhe | 0 – 0 referto | Kaiserslautern | Wildparkstadion (33 000 spett.)\| Arbitro: \| Kautschor \| |
| Arbitro:                                              | Kautschor |               |                |                                                            |

| Arbitro: | Niebergall |

|                              |           |             |
| Lux 42’, 44’ (rig.) Worm 55’ | Marcatori | 48’ Günther |

| Arbitro: | Gabor |

|                                                    |           |  |
| Theiss 13’ Günther 41’ Nadu 59’ Wohlers 62’ (aut.) | Marcatori |  |

| Arbitro: | Ahlenfelder |

|                                                                 |           |            |
| Neubarth 28’, 40’, 51’ Völler 36’, 48’ Reinders 45’, 88’ (rig.) | Marcatori | 12’ Künast |

| Arbitro: | Barnick |

|  |           |                                              |
|  | Marcatori | 30’ Schäfer 49’ Klinger 54’, 59’ Guðmundsson |

| Arbitro: | Wuttke |

|                                                                   |           |                 |
| Mathy 10’, 30’ Matthäus 33’ Lerby 47’ (rig.), 70’ Augenthaler 85’ | Marcatori | 19’, 68’ Becker |

| Arbitro: | Föckler |

|            |           |                                  |
| Theiss 59’ | Marcatori | 4’, 58’, 72’ Littbarski 90’ Bein |

| Arbitro: | Roth |

|                                                          |           |  |
| Allgöwer 26’ Buchwald 30’, 39’ Klinsmann 59’ Förster 86’ | Marcatori |  |

#### Girone di ritorno
| Arbitro: | Wahmann |

|                           |           |  |
| Walter 18’ Klotz 41’, 85’ | Marcatori |  |

| Arbitro: | Wiesel |

|                     |           |                 |
| Keim 37’ Bühler 61’ | Marcatori | 47’, 83’ Thiele |

| Arbitro: | Schütte |

|                                                |           |                              |
| Tobollik 24’ Kroth 39’ Svensson 59’ Krämer 80’ | Marcatori | 19’ (rig.) Theiss 40’ Künast |

| Arbitro: | Scheuerer |

|                 |           |                         |
| Künast 61’, 78’ | Marcatori | 47’ Thon 86’ Kleppinger |

| Amburgo 9 marzo 1985, ore 15:30 CET 22ª giornata | Amburgo | 0 – 0 referto | Karlsruhe | Volksparkstadion (12 200 spett.)\| Arbitro: \| Uhlig \| |
| Arbitro:                                         | Uhlig   |               |           |                                                         |

| Arbitro: | Roth |

|  |           |             |
|  | Marcatori | 72’ Borowka |

| Arbitro: | Werner |

|                                                        |           |                   |
| Kree 12’ Fischer 53’ Knüwe 55’ Kuntz 57’ Benatelli 59’ | Marcatori | 26’ Groß 31’ Keim |

| Karlsruhe 30 marzo 1985, ore 15:30 CET 25ª giornata | Karlsruhe | 0 – 0 referto | Bayer Leverkusen | Wildparkstadion (12 000 spett.)\| Arbitro: \| Osmers \| |
| Arbitro:                                            | Osmers    |               |                  |                                                         |

| Arbitro: | Ermer |

|                      |           |                                               |
| Bühler 8’ Künast 42’ | Marcatori | 17’ (rig.) Zorc 20’ Simmes 37’ Loose 65’ Egli |

| Arbitro: | Barnick |

|                                 |           |             |
| Allofs 11’ Brehme 27’ Trunk 35’ | Marcatori | 62’ Günther |

| Arbitro: | Wahmann |

|                                            |           |               |
| Boysen 31’ Günther 34’ Zahn 53’ Künast 83’ | Marcatori | 4’ Kindermann |

| Arbitro: | Hontheim |

|                                        |           |            |
| Reich 34’ (rig.), 36’, 55’, 61’ (rig.) | Marcatori | 21’ Bühler |

| Arbitro: | Matheis |

|                     |           |            |
| Harforth 88’ (rig.) | Marcatori | 86’ Völler |

| Arbitro: | Bruch |

|                                  |           |  |
| Guðmundsson 30’ Schäfer 62’, 69’ | Marcatori |  |

| Arbitro: | Kautschor |

|  |           |                                                |
|  | Marcatori | 40’ Matthäus 46’ Kögl 77’ Lerby 90’ Rummenigge |

| Arbitro: | Ermer |

|                                |           |                                        |
| Walz 2’ (aut.) Allofs 39’, 52’ | Marcatori | 35’, 83’ Günther 67’ Walz 80’ Glückler |

| Arbitro: | Uhlig |

|              |           |           |
| Harforth 52’ | Marcatori | 13’ Thoma |

### Coppa di Germania
| Arbitro: | Heinen |

|                |           |                            |
| Marczewski 18’ | Marcatori | 29’, 93’ Günther 117’ Nadu |

| Arbitro: | Müller |

|                  |           |  |
| Waldschmidt 100’ | Marcatori |  |

## Statistiche

### Statistiche di squadra
| Competizione      | Punti | In casa | In casa | In casa | In casa | In casa | In casa | In trasferta | In trasferta | In trasferta | In trasferta | In trasferta | In trasferta | Totale | Totale | Totale | Totale | Totale | Totale | DR  |
| Competizione      | Punti | G       | V       | N       | P       | Gf      | Gs      | G            | V            | N            | P            | Gf           | Gs           | G      | V      | N      | P      | Gf     | Gs     | DR  |
| ----------------- | ----- | ------- | ------- | ------- | ------- | ------- | ------- | ------------ | ------------ | ------------ | ------------ | ------------ | ------------ | ------ | ------ | ------ | ------ | ------ | ------ | --- |
| Bundesliga        | 22    | 17      | 3       | 9       | 5       | 24      | 30      | 17           | 2            | 3            | 12           | 23           | 58           | 34     | 5      | 12     | 17     | 47     | 88     | -41 |
| Coppa di Germania | -     | 0       | 0       | 0       | 0       | 0       | 0       | 2            | 1            | 0            | 1            | 3            | 2            | 2      | 1      | 0      | 1      | 3      | 2      | +1  |
| Totale            | 22    | 17      | 3       | 9       | 5       | 24      | 30      | 19           | 3            | 3            | 13           | 26           | 60           | 36     | 6      | 12     | 18     | 50     | 90     | -40 |

### Andamento in campionato
| Giornata  | 1 | 2 | 3 | 4  | 5 | 6  | 7 | 8  | 9  | 10 | 11 | 12 | 13 | 14 | 15 | 16 | 17 | 18 | 19 | 20 | 21 | 22 | 23 | 24 | 25 | 26 | 27 | 28 | 29 | 30 | 31 | 32 | 33 | 34 |
| --------- | - | - | - | -- | - | -- | - | -- | -- | -- | -- | -- | -- | -- | -- | -- | -- | -- | -- | -- | -- | -- | -- | -- | -- | -- | -- | -- | -- | -- | -- | -- | -- | -- |
| Luogo     | C | T | C | T  | C | T  | C | T  | T  | C  | T  | C  | T  | C  | T  | C  | T  | T  | C  | T  | C  | T  | C  | T  | C  | C  | T  | C  | T  | C  | T  | C  | T  | C  |
| Risultato | V | N | N | P  | N | N  | N | P  | V  | N  | P  | V  | P  | P  | P  | P  | P  | P  | N  | P  | N  | N  | P  | P  | N  | P  | P  | V  | P  | N  | P  | P  | V  | N  |
| Posizione | 5 | 6 | 7 | 11 | 9 | 12 | 9 | 14 | 12 | 11 | 12 | 10 | 13 | 14 | 15 | 16 | 16 | 16 | 17 | 17 | 18 | 17 | 18 | 18 | 18 | 18 | 18 | 17 | 17 | 17 | 17 | 17 | 17 | 17 |

Legenda:

Luogo: C = Casa; T = Trasferta. Risultato: V = Vittoria; N = Pareggio; P = Sconfitta.

### Statistiche dei giocatori
| Giocatore   | Bundesliga | Bundesliga | Bundesliga  | Bundesliga | Coppa di Germania | Coppa di Germania | Coppa di Germania | Coppa di Germania | Totale   | Totale | Totale      | Totale     |
| Giocatore   | Presenze   | Reti       | Ammonizioni | Espulsioni | Presenze          | Reti              | Ammonizioni       | Espulsioni        | Presenze | Reti   | Ammonizioni | Espulsioni |
| ----------- | ---------- | ---------- | ----------- | ---------- | ----------------- | ----------------- | ----------------- | ----------------- | -------- | ------ | ----------- | ---------- |
| E. Becker   | 23         | 4          | 3           | 0          | 0                 | 0                 | 0                 | 0                 | 23       | 4      | 3           | 0          |
| W. Becker   | 0          | 0          | 0           | 0          | 1                 | 0                 | 0                 | 0                 | 1        | 0      | 0           | 0          |
| H. Boysen   | 27         | 1          | 1           | 1          | 1                 | 0                 | 0                 | 0                 | 28       | 1      | 1           | 1          |
| U. Bühler   | 20         | 3          | 1           | 0          | 1                 | 0                 | 0                 | 0                 | 21       | 3      | 1           | 0          |
| U. Dittus   | 30         | 0          | 4           | 0          | 2                 | 0                 | 1                 | 0                 | 32       | 0      | 5           | 0          |
| B. Fuhr     | 18         | 0          | 0           | 0          | 2                 | 0                 | 0                 | 0                 | 20       | 0      | 0           | 0          |
| A. Glückler | 9          | 1          | 0           | 0          | 0                 | 0                 | 0                 | 0                 | 9        | 1      | 0           | 0          |
| S. Groß     | 12         | 1          | 1           | 1          | 1                 | 0                 | 0                 | 0                 | 13       | 1      | 1           | 1          |
| E. Günther  | 32         | 12         | 5           | 0          | 2                 | 2                 | 1                 | 0                 | 34       | 14     | 6           | 0          |
| M. Harforth | 27         | 2          | 5           | 0          | 2                 | 0                 | 0                 | 0                 | 29       | 2      | 5           | 0          |
| M. Hertwig  | 10         | 0          | 0           | 0          | 0                 | 0                 | 0                 | 0                 | 10       | 0      | 0           | 0          |
| R. Kargus   | 15         | 0          | 0           | 0          | 0                 | 0                 | 0                 | 0                 | 15       | 0      | 0           | 0          |
| A. Keim     | 32         | 6          | 1           | 0          | 2                 | 0                 | 0                 | 0                 | 34       | 6      | 1           | 0          |
| M. Künast   | 30         | 7          | 4           | 0          | 2                 | 0                 | 1                 | 0                 | 32       | 7      | 5           | 0          |
| J. Löw      | 24         | 2          | 1           | 0          | 2                 | 0                 | 0                 | 0                 | 26       | 2      | 1           | 0          |
| B. Mitrović | 3          | 0          | 0           | 0          | 0                 | 0                 | 0                 | 0                 | 3        | 0      | 0           | 0          |
| D. Nadu     | 15         | 1          | 1           | 0          | 1                 | 1                 | 1                 | 0                 | 16       | 2      | 2           | 0          |
| W. Pfitzner | 3          | 0          | 1           | 0          | 1                 | 0                 | 0                 | 0                 | 4        | 0      | 1           | 0          |
| G. Reiser   | 1          | 0          | 0           | 0          | 0                 | 0                 | 0                 | 0                 | 1        | 0      | 0           | 0          |
| D. Roth     | 31         | 0          | 10          | 0          | 2                 | 0                 | 0                 | 0                 | 33       | 0      | 10          | 0          |
| K. Theiss   | 32         | 3          | 5           | 0          | 2                 | 0                 | 1                 | 0                 | 34       | 3      | 6           | 0          |
| G. Walz     | 12         | 1          | 3           | 0          | 1                 | 0                 | 0                 | 0                 | 13       | 1      | 3           | 0          |
| H. Zahn     | 25         | 1          | 4           | 0          | 1                 | 0                 | 0                 | 0                 | 26       | 1      | 4           | 0          |
| T. Üzüm     | 0          | 0          | 0           | 0          | 0                 | 0                 | 0                 | 0                 | 0        | 0      | 0           | 0          |